# Tango que me hiciste mal
Tango que me hiciste mal es el primer disco de la banda uruguaya de rock Los Estómagos. Fue grabado en el estudio La Batuta de Montevideo entre abril y junio de 1985, salvo la canción «Fuera de control», grabada en IFU en febrero del mismo año. Fue editado en vinilo y casete por el sello Orfeo. Contó con la producción artística de Alfonso Carbone. La tapa fue realizada en ese entonces por el desconocido Pedro Dalton.

## Estilo musical
En el álbum se ven reflejadas influencias de la música rock anglosajona de la década de 1970 y 1980, principalmente punk y post-punk inglés. Este disco inaugura la renovación del rock uruguayo de los ochenta, al romper con la tradición musical de las bandas uruguayas anteriores y distanciarse también del rock argentino de la época, así como del canto popular uruguayo. Es un disco muy distinto a los realizados por la banda posteriormente. Tiene un estilo muy despojado y personal, con un tono oscuro y desagarrado. Las letras son cortas y la música minimalista. Presenta particularidades de sonido y búsquedas creativas originales, como sonidos pasados en reversa, baterías electrónicas con timbres fuera de lo común y distorsiones de guitarra atípicas.

## Reediciones
Fue reeditado en 2008 en formato CD por el sello Bizarro Records.

## Lista de canciones
Todas las canciones compuestas por Fabián Hernández, Gustavo Parodi, Gabriel Peluffo y Gustavo Mariott.
| Lado A |                     |          |  |
| N.º    | Título              | Duración |  |
| 1.     | «Gritar»            | 3:05     |  |
| 2.     | «Ídolos»            | 4:41     |  |
| 3.     | «Amo de la noche»   | 2:52     |  |
| 4.     | «Areanistan»        | 2:07     |  |
| 5.     | «Torturador»        | 2:06     |  |
| 6.     | «Vals de mi locura» | 3:46     |  |

| Lado B |                       |          |  |
| N.º    | Título                | Duración |  |
| 1.     | «Fuera de control»    | 3:52     |  |
| 2.     | «Los seres vivientes» | 4:47     |  |
| 3.     | «Ningún lugar»        | 2:54     |  |
| 4.     | «Invierno»            | 3:46     |  |
| 5.     | «En silencio»         | 2:16     |  |

## Créditos
Músicos
- Fabián Hernández: bajo y teclados
- Gustavo Parodi: guitarra
- Gabriel Peluffo: voz
- Gustavo Mariott: batería

Músicos adicionales
- Alicia Escardo - Coro en «Torturador»
- Pollo, Orlando, Duque, Alejandro, El López, Bachi y Marcos - Coro en «Gritar»

Producción
- Jorge Iglesias – Técnico
- Alfonso Carbone – Producción artística, mezcla de «Fuera de control»
- Darío Riveiro – Ingeniero
- Marcos Kaplan – Asistente
- A. Fernández – Diseño del vinilo